# Linha Karasuma
Karasuma é uma das duas linhas do metro de Quioto, no Japão. Foi inaugurada em 1981 e circula entre as estações de Kokusaikaikan e Takeda. Tem um total de 15 estações.